# Eutresis banosana
Eutresis banosana är en fjärilsart som beskrevs av Fox 1956. Eutresis banosana ingår i släktet Eutresis och familjen praktfjärilar. Inga underarter finns listade i Catalogue of Life.